# Lotus kunkelii
Lotus kunkelii är en ärtväxtart som först beskrevs av Esteve, och fick sitt nu gällande namn av David Bramwell och D.H.Davis. Lotus kunkelii ingår i släktet käringtänder, och familjen ärtväxter. IUCN kategoriserar arten globalt som akut hotad. Inga underarter finns listade i Catalogue of Life.